# EXITのベルギー行ったらモテるやつ
『EXITのベルギー行ったらモテるやつ』（イグジットのベルギーいったらモテるやつ）は、テレビ東京系列で2022年10月1日から2023年9月30日まで毎週土曜日23時30分 - 翌日0時に放送されているスポーツバラエティ番組で、EXITの冠番組。通称「ベルモテ」。

## 概要
この番組では、サッカー日本代表を多く輩出している、ベルギーサッカーの「ジュピラー・プロ・リーグ」の『シント＝トロイデンVV』に特に注目しながら、ベルギーのサッカーリーグの情報をいろんな角度から届けるもので、世界有数のいわゆる「モテ国」と称されるベルギーの「ファッション、グルメや最新トレンド」を、いわゆる「「モテ」の視点」から切り取って、「モテるための情報」も伝える。

## 放送時間
- 土曜 23:30 - 翌0:00

## MC
- EXIT
- みちょぱ

## スタッフ
- ナレーション：安元洋貴
- 構成：なかじまはじめ、松本健一、オーガネク
- CAM：大河原宏介
- 音声：中村太樹
- 照明：尾山隆之(行)
- 編集：岩品博之、髙橋直人、高井陽菜【週替り】
- MA：佐藤卓也、加藤陽子、諸隈千夏【週替り】
- 音効：多田思央美、齋藤紅巳【週替り】
- ロゴ：JUNESEP
- 協力：シント=トロイデンVV、スリーカム【毎週】、麻布プラザ、スタジオWELT【週替り】
- AD：中野真帆、大野彩花【毎週】、王淼、浅野日南多、岡田たろう、中村涼、齋藤圭吾、江﨑恵玲奈、井上旭、クォンミンス、米谷優里、小林楽和【週替り】
- AP：高橋海里奈【毎週】、坂本翔子、木村康子【週替り】
- ディレクター：磯部隼【毎週】、清田知宏、三瓶翔士、入月祐斗、兼丸洋介、森谷将、桑幡翔（Beeam Entertainment、以前は毎週ディレクター→一時離脱）、長田雄磨【週替り】
- 演出：高柳大輔（Beeam Entertainment、以前はディレクター）
- プロデューサー：加藤正明（テレビ東京）、川邊友貴、富田好美（オフィスクレッシェンド）、福田徳隆・立石憲一郎（Beeam Entertainment）、上岡恵莉華、井口恭子（上岡・井口→途中から）
- チーフプロデューサー：反町豊（テレビ東京）
- 制作協力：Beeam Entertainment
- 製作著作：テレビ東京

### 過去のスタッフ
- ナレーション：冨田有紀（テレビ東京、途中から）
- 制作進行：斎藤康平
- 演出：成田真司（つくりて、以前はディレクター）
- プロデューサー：齋藤真智子、熊澤謙一（つくりて、熊澤→以前は演出）
- チーフプロデューサー：柳澤健一郎（テレビ東京）
- 制作協力：つくりて